# Gayang-dong, Seoul
Gayang-dong (koreanska: 가양동) är en stadsdel i stadsdistriktet Gangseo-gu i Sydkoreas huvudstad Seoul. 

## Indelning
Administrativt är Gayang-dong indelat i:
| Namn    | Namn               | Yta km² | Invånare 31 dec 2020 |
| ------- | ------------------ | ------- | -------------------- |
| 가양1동 | Gayang 1(il)-dong  | 4,70    | 34 540               |
| 가양2동 | Gayang 2(i)-dong   | 1,00    | 14 588               |
| 가양3동 | Gayang 3(sam)-dong | 0,50    | 15 583               |